# Abulit
Abulit (grč. Abulites) je bio satrap Suzijane (Elama) u doba vladavine posljednjeg perzijskog vladara Darija III. Kodomana. Abulit je možda bio elamskog podrijetla, iako njegov sin i suvladar Oksatro (perz. Huxšathra) nosi iransko ime koje je karakteristično za zoroastrijce. Nakon bitke kod Gaugamele (331. pr. Kr.) u kojoj je perzijska vojska poražena, Mezopotamija je u potpunosti pala pod vlast makedonskog vladara Aleksandra III., što Abulitu nije ostavilo previše izbora osim da preda Suzu. O svojim namjerama prvo je izvijestio makedonskog generala Filoksena, a zatim je poslao svog sina Oksatra kao izaslanika Aleksandru da dogovori predaju. Ušavši sa svojom vojskom u Suzu, koja je bila jedan od nekoliko glavnih gradova Perzijskog Carstva, Aleksandar se domogao velikog bogatstva. Kvint Kurcije Ruf spominje kako je zaplijenjeno 50.000 talenata srebra, a navodno je pronađen i Kserksov plijen iz pohoda protiv Grčke 150 godina ranije. Prije nego što je Aleksandar krenuo u pohod na Fars, prema Abulitu je postupio jednako kao prema Mazeju u Babiloniji; ostavio ga je na mjestu satrapa odnosno lokalnog vladara koji je imao administrativne i sudske ovlasti, dok je ostavio garnizon makedonskih vojnika koji su brinuli o sigurnosti satrapije. Abulit je na tom mjestu služio sve do Aleksandrovog povratka iz pohoda protiv Indije (324. pr. Kr.), no čini se kako se u međuvremenu pokušao pobuniti protiv makedonske vlasti zbog čega je pogubljen zajedno sa sinom Oksatrom. Nedugo kasnije, Aleksandar je u Suzi održao masovno vjenčanje između njegovih generala i žena iz perzijskog i medijskog plemstva, čime je želio ojačati grčko-perzijski savez.

## Poveznice
- Elam
- Oksatro
- Darije III.

## Vanjske poveznice
- Abulit (Aboulites), enciklopedija Iranica, C. J. Brunner  Arhivirana inačica izvorne stranice od 17. svibnja 2008. (Wayback Machine)
- Abulit (Abulites), AncientLibrary.com  Arhivirana inačica izvorne stranice od 3. studenoga 2013. (Wayback Machine)
- Pierre Briant: „Od Kira do Aleksandra: Povijest Perzijskog Carstva“ (From Cyrus to Alexander: A History of the Persian Empire), preveo Peter Daniels, Indiana: Eisenbrauns, 2002., str. 696.